# چو اون-جونگ
چو اون-جونگ (انگلیسی: Cho Eun-jung؛ زادهٔ ۲۲ سپتامبر ۱۹۷۱) بازیکن هاکی روی چمن اهل کره جنوبی بود.
از افتخارات وی میتوان به کسب مدال نقره در بازی‌های المپیک تابستانی ۱۹۹۶ اشاره کرد.